# Savigniorrhipis
Savigniorrhipis là một chi nhện trong họ Linyphiidae.